# Abalienacja
Abalienacja – w starożytnym Rzymie było to zupełne odstąpienie własności, czyli rzeczy posiadanych przez obywatela rzymskiego, jak niewolników, bydła, gruntu, drogą sprzedaży, lub innym sposobem. Nazwę jus abalienandi, także w prawie późniejszym, nosi prawo odstępowania swojej własności drugiemu.